# Āya
Āya, pl. Āyāt (arabisch آية, DMG Āya pl. آيات, DMG Āyāt „Zeichen“, „Vers“), nennt man im Koran im Allgemeinen einen Vers in einer Sure. Grundbedeutung des Wortes ist „Zeichen“, „Wunder“ oder „Beweis“. Dabei handelt es sich um Zeichen in der Natur, in denen sich Gottes Macht manifestiert, um Ereignisse, deren Urheber ein Prophet ist, und um Zeichen – vergangene und zukünftige –, die ein Prophet als Offenbarung Gottes mitteilt. Das Wort ist mit dem doppeldeutigen hebräischen Ot (אות, „Zeichen“ bzw. „Buchstabe“) verwandt.

Symbol zur Kennzeichnung des Endes einer Āya

Besondere Bedeutung haben der so genannte „Thronvers“ (āyat al-kursī, Sure 2, Vers 255) und der „Lichtvers“ (āyat an-nūr, Sure 24, Vers 35), die auch oft in der arabischen Kalligraphie dargestellt werden und die im Sufismus (islamische Mystik) ausgiebigst studiert werden.
Die Zählung der Verse ist nicht immer gleich. Die heute gebräuchlichste ist die kufische Zählung, die auch in der Kairiner Ausgabe des Korans von 1924 benutzt wird. Es gibt aber diverse andere, von denen heute meist nur noch die basrische und medinensische in Gebrauch sind. Die ältesten Korancodices enthalten überhaupt keine Verszählung. Der Koran enthält nach kufischer Zählung 6.236 Āyāt. Daneben existieren aber noch andere Zählungen.
Die Länge der einzelnen Āyāt ist sehr unterschiedlich: Die längste Āya (Sure 2:282) umfasst mehr als 100 Wörter, während etwa die erste Āya der Sure Tā-Hā (Sure 20:1) nur aus zwei geheimnisvollen Buchstaben besteht. Die zweite Sure umfasst als längste Sure 286 Āyāt, die Suren al-ʿAsr, al-Kauthar und an-Nasr haben mit je drei Āyāt die geringste Zahl an Versen. Das Ende eines Verses wird im Koran mit der Glyphe ۝ gekennzeichnet.
Das Wort Āya ist auch Bestandteil des religiösen Titels Ajatollah.